# Rambla Batlle Pacheco
La Rambla Lorenzo Batlle Pacheco, coloquialmente conocida como Rambla Brava, o Rambla Batlle Pacheco, es una avenida ubicada en la ciudad de Punta del Este. Debido a que bordea parte del océano Atlántico, es que recibe la denominación de rambla (en lugar de avenida). Fue designada en honor al periodista y político uruguayo Lorenzo Batlle Pacheco. Su extensión es de aproximadamente 9 km, desde donde termina la Rambla Artigas, hasta donde empieza la Ruta 10.
La Rambla Batlle Pacheco se divide en paradas, identificándose con carteles en el cantero central de la avenida. La rambla se extiende desde la Parada 1 (a la altura de Los Dedos y la Terminal de Ómnibus de Punta del Este) hasta la Parada 39 (Puente Leonel Viera).
En diciembre de 2012 fueron instaladas las Estaciones saludables, con seis u ocho aparatos para hacer ejercicio, en varios puntos del departamento. Dos de estas estaciones fueron ubicadas en esta rambla: una en la Parada 13, y la otra en la Parada 20.
Esta rambla se destaca por su rápida urbanización de edificios a lo largo de toda la costa. Debido a la legislación departamental, la mayoría de estos edificios son de poca altura.

## Lorenzo Batlle Pacheco
Lorenzo Batlle Pacheco, hijo de José Batlle y Ordóñez, nació en el año 1897.
Fue un periodista y político uruguayo, redactor en el diario El Día, Diputado de la República en 1927, y posteriormente Senador de la República en 1931.
Falleció en 1954, mientras que ocupaba el cargo de Senador de la República.